# Gomaespuma
Gomaespuma va ser un programa de ràdio espanyol que -des de diferents emissores (Antena 3 Radio, Onda Cero, M80 Radio)- es va emetre des de principis de la dècada de 1980 fins al 27 de juliol de 2007 a Onda Cero. També es diu així als locutors d'aquest programa, a la fundació dirigida per aquests, al programa de televisió que es va emetre a Telecinco i a l'empresa Gomaespuma Producciones, també dirigida per ells.

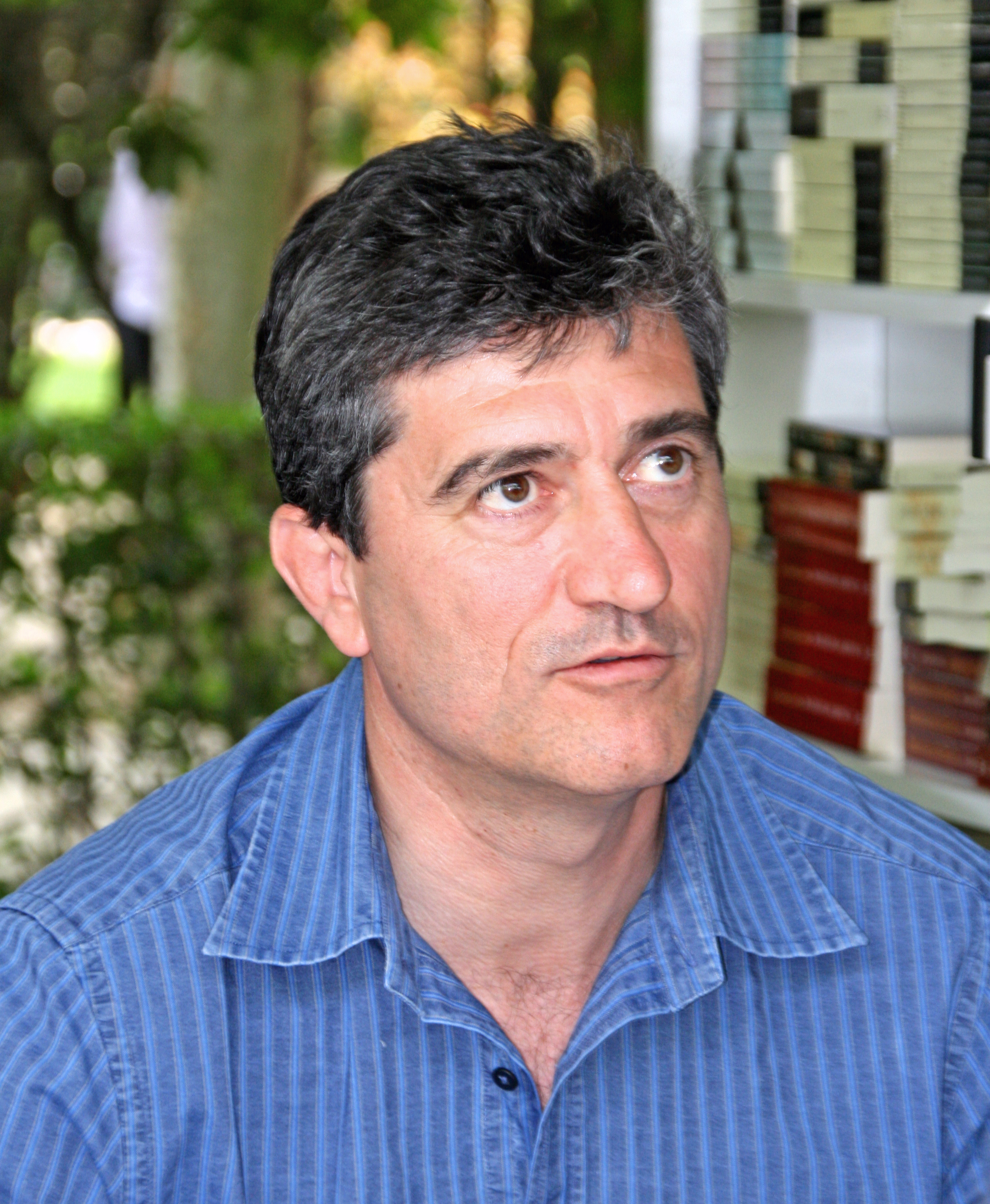
Guillermo Fesser, component de Gomaespuma.

## Sobre Gomaespuma
Gomaespuma és un duo còmic format per Juan Luis Cano i Guillermo Fesser. El programa amb aquest nom s'emetia a Onda Cero a les tardes, però anteriorment es va emetre en la desapareguda M80 Radio als matins i en la també desapareguda Antena 3 Radio. El primer treball que se'ls coneix va ser emès al gran públic en 1985.
El programa barrejava humor, actualitat i música. També hi havia entrevistes i seccions que parlaven de salut, trànsit, gastronomia, flamenc, cinema, literatura… Durava tres hores i s'emetia de dilluns a divendres.
Gomaespuma dirigeix una fundació que porta el mateix nom, i periòdicament donen informació sobre les activitats d'aquesta en la seva pàgina web (gomaespuma.com).
El programa ha guanyat el Premi Ondas de 2003, el 42è Premi de la Fundació Fernández Latorre i el premi Micròfon d'or 2006.

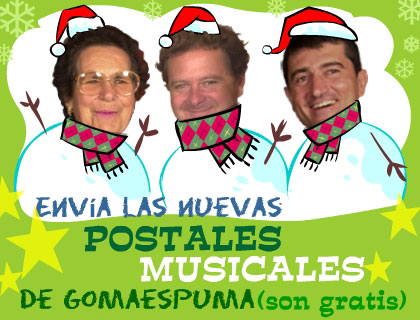
Imatge de Cándida Villar, Juan Luis Cano (centre) i Guillermo Fesser en una postal nadalenca.

## Història
Gomaespuma va néixer a la Facultat de Ciències de la Informació de la Universitat Complutense de Madrid, on quatre persones (Juan Luis Cano, Guillermo Fesser, Santiago Alcanda i Jaime Barella) van crear El flexo, un programa que s'emetia de matinada a Radio Madrid (Cadena SER). Una mica més tard, sense Barella, i ja convertits en trio, arriben a Antena 3 Radio, on van començar la veritable marxa de Gomaespuma.
Amb el temps, el trio es queda en dos. Fesser i Cano van començar a fer-se famosos, sobretot entre la joventut universitària, que veu en Gomaespuma un esperit rebel i clandestí.
En 1995 van passar per M80 Radio, una de les ràdios musicals de la Cadena SER. En aquells dies, el duo ja estava consolidat en el món editorial i en la televisió (gràcies al programa de TV basat en marionetes que van realitzar). El programa s'emetia al matí, va durar set anys, moment en què decideixen descansar i tirar endavant diversos projectes personals.
Durant la seva etapa en M80 va néixer la Fundació Gomaespuma, que avui té un dels millors Festivals de Flamenc d'Espanya, la recaptació del qual serveix per a sostenir projectes benèfics.
En 2005, Gomaespuma va tornar a les cases dels oïdors emetent des d'Onda Cero, aquesta vegada a la tarda i amb un altre format de programa, on van continuar prevalent l'humor i la filosofia de vida Gomaespuma.
Al maig de 2007 van celebrar el seu vint-i-cinquè aniversari i el 27 de juliol del mateix any es van retirar de la ràdio, per a començar una carrera en televisió.
Des del 6 d'agost de 2007, en La 2 de Televisió Espanyola, van crear nous episodis de Gomaespuminglish reprenent una secció del programa televisiu emès en el seu moment a Tele 5), amb el personatge Don Eusebio al capdavant, i realitzats aquesta vegada amb animació 3D per ordinador en lloc de marionetes com a l'original.
Durant els Jocs Olímpics de Pequín 2008 van presentar en La 2 Pasando olímpicamente, un programa amb la seva habitual mescla d'humor i actualitat. Realitzat des de Pequín, repassen la jornada olímpica i entrevisten els protagonistes de les olimpíades. Un programa semblant van fer durant el Festival Internacional de Cinema de Sant Sebastià, on van incloure una versió de Gomaespuminglish, aquesta vegada en basc, anomenada "Gomaespurrua".
En 2015 es van retrobar per a realitzar una edició del programa Ya veremos, que presentava Juan Luis Cano, un dels components del duo, a M-80 Radio.

## Fundació Gomaespuma
La Fundació Gomaespuma va començar en 1995 i divideix la seva activitat en dos camps:
- Desenvolupament de projectes.
- Cerca de fons per a desenvolupar aquests projectes.

Per a recollir fons, la Fundació organitza actes culturals amb els quals pretén acostar al públic altres cultures, encara que, d'altra banda, també accepta donatius.
Els projectes que actualment manté la Fundació són:
- Viatge a Níger.
- Escolarització de dos-cents nens a Sri Lanka.
- Finançament d'un projecte radiofònic del Col·lectiu de Dones de Matagalpa.
- Projecte de suport a nens de Managua, Nicaragua.

## Seccions i col·laboradors
- Atento a los pedales: Luis Montoro
- Cinema: Cándida Villar
- Corresponsal a París: Rubén Amón
- Corresponsal USA: Gina Fox
- Entrevistes: Juan Luis y Guillermo
- Flamenco pa tós: José Manuel Gamboa i Juan Verdú
- Guía Michelines: Juan Carlos Orlando
- La cara B: Carlos Cano
- La Croqueta Musical: Santi Alcanda
- La mujer que yo quiero: Curra Fernández
- Llibres: Mar de Tejeda
- Notícies: Esmeralda Velasco
- Gomaespuma con maletas: José Manuel Lapeña
- Gomaespumino: Juan Luis y Guillermo
- Salud al por mayor: Alfonso del Álamo

## Equip
- Enrique Serrano - Director tècnic
- Marcos Granado - Enginyer de So
- Daniel Solís - Ingeniero de So
- Cope Gutiérrez - Pianista
- Esmeralda Velasco - Redactora cap
- Mario Jiménez - Redactor
- Jaime Rull - Redactor
- Juan Luis Cano - Director, Locutor
- Juanito Martínez - Productor
- Mabi Velasco, assistent personal de Guillermo i Juan Luis
- Mar de Tejeda - Redactora
- Guillermo Fesser - Director, Locutor
- Yolanda Ariza - Dissenyadora
- Guillermo Mendez - Director Web Goma-escuma
- Natalia Sánchez - Productora

## Altres seccions
Aquestes seccions no són dirigides per persones reals, sinó per ninots:
- Cocinando con Josechu Letón
- Gomaespuma de los sucesos
- Gomaespuma Militar
- Gomaespuma Regional
- Gomaespuma de la Zarzuela
- Supernotición que te cagas
- Gomaespuma Internacional
- Gomaespuma de las celebraciones populares
- Gomaespuma de los deportes
- Gomaespuma Infantil

## Personatges
Aquests personatges han aparegut en la ràdio o en la televisió (marionetes).
- Alba Didas
- Agustín Aja
- Aitor Tilla
- Alberto Cadiscos
- Armando Adistancia: detectiu
- Borja Món de York: detectiu
- Baldomero a la plancha
- Cándida
- Carmelo Cotón: reporter
- Carmen Opausia
- Chema Pamundi: estudiant que vol engreixar
- Claudio Pus
- Daniel De La Granja San Francisco
- Demetrio Imedio
- Diego Norrea: inspector de policia
- Don Eusebio: Patriarca de la família
- Don Eusebio: professor d'anglès, una mica gamarús.
- Don Francisco Rupto: un corrupte del govern, políglota.
- Don Jesús Tituto: candidat a les eleccions
- El niño del paquete: torero
- El sobrino del señor Lara
- Ernesto Esvida
- Ernesto Mate en Salsa
- Estela Gartija: presentadora d'un show
- Felipe Lotas
- Felipe Luquín
- Francisco Barde
- Francisco Lorinco Lorado: periodista
- Gelete: bailarín
- Germán Tequilla
- Gordopilo: estudiant "empollón" i una mica "pilota".
- Gustavo de Básica
- Janina Martí
- Jesús Piros de España
- Josechu Letón: cuiner que parla com un basc
- La señora de Cándida
- Las Vecinas: dues veïnes que sempre s'estan barallant
- Luis Ricardo Borriquero: periodista
- Manager: pare de Gordopilo, molt seriós i demòcrata
- María Luisa de la Faja
- MariPaz Descanse Enella Misma
- Mirella Baila Sola
- Mister Gun
- Medusa: paio molt pinxo
- Padre Palomino: capellà i professor de col·legi
- Peláez: Un estereotip de gitano
- Peláez: pare de Peláez.
- Profesor Don Asín que Cualo
- Profesor Hansenburgenhagen de la Universidad de Bolonia
- Rafael Benedito: Drácula, vampiro y demás menesteres siniestros.
- Ramón Aguillo
- Rubén Tosidad
- Señor Igual o Mismo (nebot del Profesor Don Asín que Cualo)

## Publicacions
| Nom del llibre                                                    | Autor/s                                                      | Data de Publicació |
| ----------------------------------------------------------------- | ------------------------------------------------------------ | ------------------ |
| Marchando una de Mili                                             | Guillermo i Juan Luis dibuixos Vicente Luis Conejos          | 1986               |
| Navidad con Orejas                                                | Guillermo i Juan Luis dibuixos Vicente Luis Conejos          | 1987               |
| Pasando Olímpicamente                                             | Guillermo i Juan Luis dibuixos Vicente Luis Conejos          | 1989 i 2008        |
| Familia no hay más que una                                        | Guillermo i Juan Luis                                        | 1990               |
| Grandes disgustos de la historia de España                        | Guillermo i Juan Luis                                        | 1993               |
| ¿Dónde está Roldán?                                               | Guillermo Fesser dibuixos Marcos de la LLama                 | 1994               |
| ¡Quien me mandaría meterme en obras!                              | Guillermo i Juan Luis                                        | 1995               |
| Cuando Dios aprieta, ahoga pero bien                              | Guillermo Fesser                                             | 1998               |
| Raúl y Andrea: a la fuerza ahorcan                                | Texto de Guillermo i Juan Luis, dibuixos de José Luis Ágreda | 2000               |
| Guía Internet de Gomaespuma                                       | Guillermo i Juan Luis                                        | 2001               |
| Hincaíto                                                          | Juan Luis Cano                                               | 2001               |
| 20 años de Gomaespuma                                             | Guillermo i Juan Luis                                        | 2002               |
| Guía de viajes de Gomaespuma                                      | Guillermo Fesser, Juan Luis Cano i Jose Manuel Lapeña        | 2002               |
| El Papa dijo no                                                   | Guillermo i Juan Luis                                        | 2003               |
| Las Piernas no son del cuerpo                                     | Juan Luis Cano                                               | 2004               |
| La guía de los Michelines                                         | Guillermo i Juan Luis                                        | 2005               |
| Pasa un torero                                                    | Juan Luis Cano i Ruben Amón                                  | 2005               |
| ¡Vivan los novios!                                                | Juan Luis Cano, Guillermo Fesser i Juan de la Cruz Megías    | 2005               |
| Cuando Dios aprieta, ahoga pero bien, Edición revisada y ampliada | Guillermo Fesser                                             | 2006               |
| A cien millas de Manhattan                                        | Guillermo Fesser                                             | 2008               |

## Publicitat
Actualment publiciten el Banco Santander en el programa Herrera en COPE en aquesta cadena.

## Televisió
Gomaespuma també va tenir una versió per a televisió, es va emetre a Telecinco en 1994. El programa estava basat en marionetes. Van aparèixer més de seixanta personatges (els de la ràdio més altres nous). Es van emetre tretze episodis els caps de setmana.
En 2011 Fesser i Cano van presentar el programa Yo de mayor quiero ser español en La 2 de TVE.

## El Flexo
El Flexo és l'antecessor de Gomaespuma. Va començar a Radio Madrid i després va passar a Antena 3 Radio. S'emetia a les 2:00 AM i era presentat per:
- Guillermo Fesser
- Jaime Barella
- Juan Luis Cano
- Santiago Alcanda

Consistia en una sèrie d'enregistraments dels locutors i música, encara que també intervenien en directe. Existeixen molt pocs enregistraments del programa degut a la mala qualitat del so.

## Doblatge
- L'espasa màgica: A la recerca de Camelot (1998) com els dracs Cornwall (Guillermo Fesser) i Devon (Juan Luis Cano)
- Chicken Run: Evasió a la granja (2000) com Nick (Guillermo) i Fetcher (Juan Luis)
- Com gats i gossos (2001) com Butch (Guillermo) i Miguelín (Juan Luis)
- Ali G Indahouse (2002) com Ali G / Borat (Guillermo) i Ricky C. (Juan Luis)
- La gran aventura de Mortadelo y Filemón (2003) com a Legionari (Juan Luis)
- Heroi de ratlles (2005) com Cuesco (Guillermo) i Flato (Juan Luis)